# James Earl Ray
James Earl Ray, ameriški atentator, * 10. marec 1928, † 23. april 1998.
James Earl Ray je bil atentator, ki je ubil Martina Luthra Kinga.
1. 1 2  Encyclopædia Britannica
2. 1 2  SNAC — 2010.